# Staatsmeisterschaft von Santa Catarina (Frauenfußball)
Die Staatsmeisterschaft von Santa Catarina für Frauenfußball (portugiesisch Campeonato Catarinense de Futebol Feminino) ist die seit 2007 von der Federação Catarinense de Futebol (FCF) ausgetragene Vereinsmeisterschaft im Frauenfußball des Bundesstaates Santa Catarina in Brasilien.

## Geschichte
Der Wettbewerb um die Staatsmeisterschaft im Frauenfußball wurde in Santa Catarina erst 2007 eingeführt, um den Teilnehmer an der in jenem Jahr von der CBF ausgerichteten ersten Copa do Brasil Feminino zu ermitteln. Den ersten Titel gewann die AD Olympya aus Jaraguá do Sul gegen die AE Scorpions aus São José. Danach wurde der Wettbewerb dominiert von der AE Kindermann aus Caçador, die eine der bedeutendsten Talentschmieden des brasilianischen Frauenfußballs führt und die die einzige im Staat beheimatete Mannschaft unterhält, die auf nationalem Spitzenniveau spielen kann. Neben dieser Ausnahme bewegt sich der Frauenfußball des Staates auf Amateurniveau und entsprechend gering fällt die Spielstärke seiner Staatsmeisterschaft aus, an der sich die großen Clubs aus der Hauptstadt Florianópolis nicht beteiligen. Ebenso ist das Teilnehmerfeld der Meisterschaft überschaubar. Haben zu seiner Premiere 2007 noch sechs Vereine teilgenommen, wurde der Titel in der Spielzeit 2014 allein zwischen zwei Vereinen ausgespielt. Zur Saison 2017 waren es schon wieder vier.
Die für den Monat Dezember angesetzte Austragung der Meisterschaft 2016 ist wegen der vom FCF für den Absturz der Herrenmannschaft von Chapecoense (siehe: LaMia-Flug 2933) verhängten Trauerzeit abgesagt wurden.
Seit 2017 wird über sie die Qualifikation für die brasilianischen Meisterschaft der Frauen entschieden, zuerst für deren zweite Liga (Série A2) und seit 2021 für die dritte Liga (Série A3).

## Meisterschaftshistorie

### Ehrentafel der Gewinner
| 0 | 12 Titel | AE Kindermann (Caçador)     |
| 0 | 03 Titel | Avaí FC (Florianopolis)     |
| 0 | 01 Titel | AD Olympya (Jaraguá do Sul) |

### Chronologie der Meister
| Saison | Meister                                              | Vizemeister                                          | Torschützenkönigin                                                                                                |       |
| ------ | ---------------------------------------------------- | ---------------------------------------------------- | --- | ----- |
| 2007   | AD Olympya                                           | AE Scorpions                                         | Juliana Feuser (AD Olympya; 15)                                                                                   | [ 1 ] |
| 2008   | AE Kindermann                                        | Avaí FC                                              | Ariane (AE Kindermann; 9)                                                                                         |       |
| 2009   | AE Kindermann                                        | AD Olympya                                           | Luciléia Renner (AE Kindermann; 17)                                                                               |       |
| 2010   | AE Kindermann                                        | AD Olympya                                           | Marise Schumann (AD Olympya; 10)                                                                                  |       |
| 2011   | AE Kindermann                                        | AD Olympya                                           | Andressa Machry (AE Kindermann; 14)                                                                               |       |
| 2012   | AE Kindermann                                        | AD Olympya                                           | Patrícia Sochor (AE Kindermann; 27)                                                                               |       |
| 2013   | AE Kindermann                                        | AD Vasto Verde                                       | Andressa Machry (AE Kindermann; 10)                                                                               |       |
| 2014   | AE Kindermann                                        | Chapecoense                                          | Cacau (AE Kindermann; 2) Gabi Portilho (AE Kindermann; 2)                                                         |       |
| 2015   | AE Kindermann                                        | Araranguá EC                                         | Kélen Bender (AE Kindermann; 4)                                                                                   |       |
| 2016   | Meisterschaft nicht ausgetragen (LaMia-Flug 2933).   | Meisterschaft nicht ausgetragen (LaMia-Flug 2933).   | Meisterschaft nicht ausgetragen (LaMia-Flug 2933).                                                                | [ 2 ] |
| 2017   | AE Kindermann                                        | Napoli                                               | Bea (AE Kindermann; 12)                                                                                           |       |
| 2018   | AE Kindermann                                        | Chapecoense                                          | Neném (AE Kindermann; 7) Catyellen (AE Kindermann; 7)                                                             |       |
| 2019   | AE Kindermann                                        | Napoli                                               | Érica (Napoli; 8)                                                                                                 |       |
| 2020   | Meisterschaft nicht ausgetragen (COVID-19-Pandemie). | Meisterschaft nicht ausgetragen (COVID-19-Pandemie). | Meisterschaft nicht ausgetragen (COVID-19-Pandemie).                                                              |       |
| 2021   | AE Kindermann                                        | Criciúma EC                                          | Lelê (AE Kindermann; 3) Catyellen (AE Kindermann; 3) Jaine Lemke (Criciúma EC; 3) Camila Silva (AE Kindermann; 3) |       |
| 2022   | Avaí FC                                              | Criciúma EC                                          | Roqueline (Avaí FC; 7)                                                                                            |       |
| 2023   | Avaí FC                                              | Fluminense FC                                        | Ana Paula Germano (Criciúma EC; 12)                                                                               | [ 3 ] |
| 2024   | Avaí FC                                              | Criciúma EC                                          | Yasmin (Criciúma EC; 14)                                                                                          | [ 4 ] |